# Branko Hucika
Branko Hucika (nacido el 10 de julio de 1977) es un exfutbolista croata que se desempeñaba como defensa.
Jugó para clubes como el Dinamo Zagreb, NK Hrvatski Dragovoljac, Shonan Bellmare, NK Čakovec, Győri ETO, NK Zagreb, Tampines Rovers FC y Polonia Varsovia.

## Trayectoria

### Clubes
| Club                    | País          | Año         |
| ----------------------- | ------------- | ----------- |
| Dinamo Zagreb           | Croacia       | 1994 - 1997 |
| NK Hrvatski Dragovoljac | Croacia       | 1997 - 1999 |
| Ulsan Hyundai FC        | Corea del Sur | 1999 - 2000 |
| Shonan Bellmare         | Japón         | 2000        |
| NK Čakovec              | Croacia       | 2001 - 2002 |
| Győri ETO               | Hungría       | 2002 - 2003 |
| NK Zagreb               | Croacia       | 2003 - 2004 |
| Tampines Rovers FC      | Singapur      | 2004 - 2006 |
| Polonia Varsovia        | Polonia       | 2006 - 2007 |
| NK HAŠK                 | Croacia       | 2007        |